# Petra Morsbach
Pour les articles homonymes, voir Morsbach.
Petra Morsbach, née le 1er juin 1956 à Zurich (Suisse), est une écrivaine allemande.

## Biographie
Petra Morsbach est la fille d'un ingénieur diplômé et d'un médecin. Après l'obtention de son diplôme à Starnberg en 1975, elle fait des études théâtrales, de psychologie et de slavistique jusqu'en 1981 à l'Université Louis-et-Maximilien de Munich puis, en 1981-1982, la mise en scène à Leningrad à l'Institut théâtral (Leningradsky Gosudarstvennyj Institut Teatra, Musyki i Kinematografii - LGITMiK).
En 1983, elle obtient son doctorat en philosophie à Munich avec une thèse sur Isaac Babel.
Morsbach travaille pendant dix ans en tant que dramaturge et metteur en scène à Fribourg, Ulm et Bonn et compte plus de vingt productions, principalement dans le domaine du théâtre musical.
Le premier roman de Morsbach, Plötzlich ist es Abend (littéralement : Soudainement c'est le soir), est publié en 1995 et suit la vie d'une femme russe dont la famille a été poursuivie par Joseph Staline.

## Prix
- 2001 : Marieluise-Fleißer-Preis de la ville d'Ingolstadt
- 2004 : Villa Concordia à Bamberg
- 2005 : Prix Johann Friedrich von Cotta de littérature et de traduction de la ville de Stuttgart
- 2007 : Prix littéraire de la Fondation Konrad Adenauer
- 2007 : Casa Baldi dans le Latium
- 2012 : Bourse Inselschreiber sur Sylt
- 2012 : Pro meritis scientiae et litterarum de l'État libre de Bavière
- 2013 : Prix Jean Paul
- 2016 : Bourse de la fondation Oberplan/Horní Planá
- 2017 : Prix Roswitha[2]
- 2017 : Prix de littérature Wilhelm Raabe pour Justizpalast[3],[4]

## Œuvres

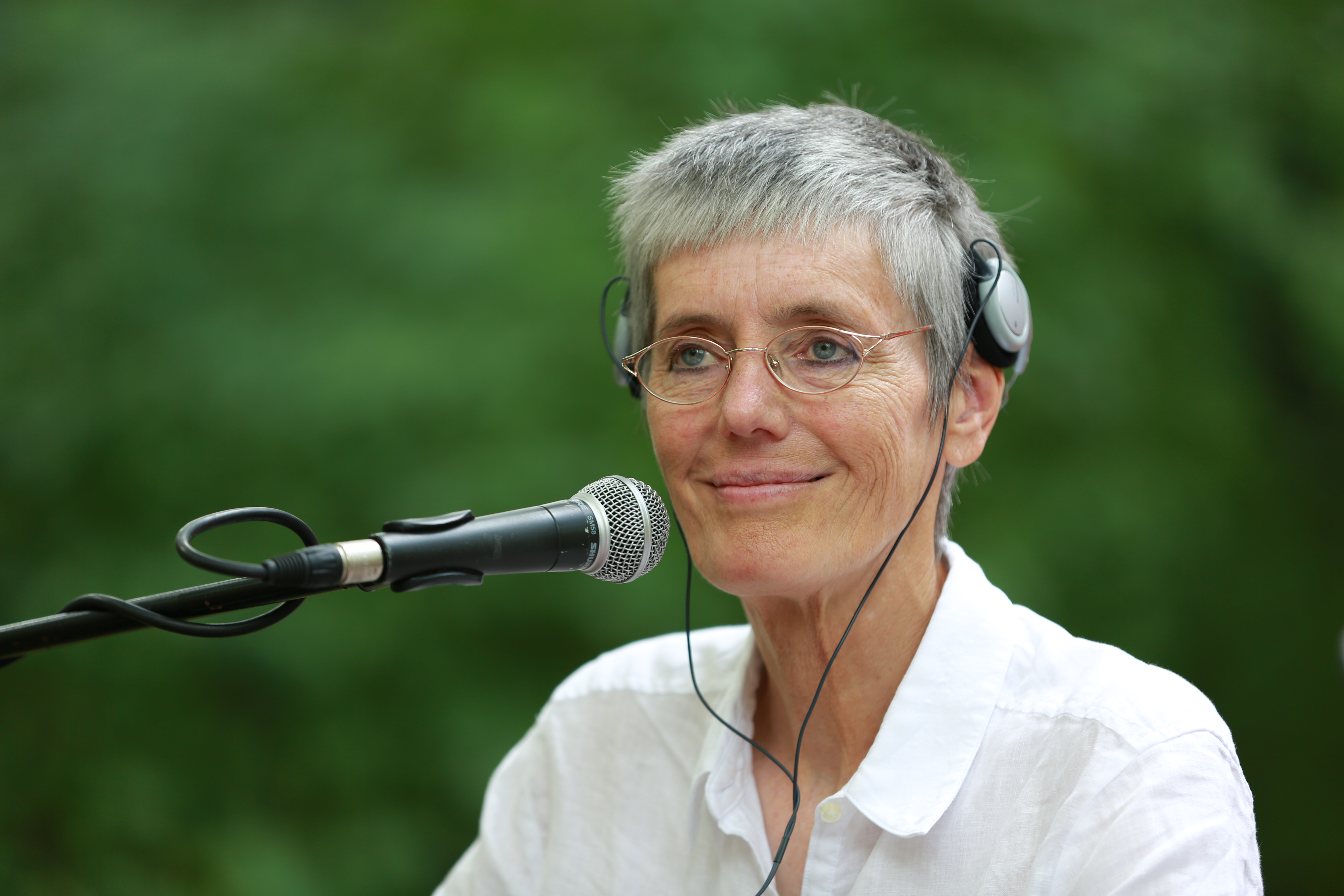
Petra Morsbach, en 2017.

- Isaak Babel auf der sowjetischen Bühne (thèse), München 1983.
- Plötzlich ist es Abend (roman), Frankfurt am Main 1995.
- Opernroman (roman), Frankfurt am Main 1998, série Die Andere Bibliothek.
- Geschichte mit Pferden (roman), Frankfurt am Main 2001.
- Gottesdiener (roman), Frankfurt am Main 2004.
- Warum Fräulein Laura freundlich war (essai[5]), München 2006.
- Der Cembalospieler (roman), Piper, München 2008  (ISBN 978-3-492-04838-5)
- Dichterliebe (roman), Knaus, München 2013  (ISBN 978-3-8135-0372-2)
- Justizpalast (roman), Knaus, München 2017  (ISBN 978-3-8135-0373-9)